# Fasciculación
Las fasciculaciones son pequeñas e involuntarias contracciones musculares, visibles bajo la piel y que no producen movimiento de miembros, debidas a descargas nerviosas espontáneas en grupos de fibras musculares esqueléticas. Normalmente son totalmente benignas, pero en ocasiones pueden estar provocadas por enfermedades neurológicas graves, como la enfermedad de la motoneurona y la esclerosis lateral amiotrófica. La causa más común de fasciculaciones persistentes es el síndrome de fasciculación benigno. Las personas sanas pueden presentar fasciculaciones ocasionalmente en una localización concreta durante un periodo corto de tiempo. Este tipo de fasciculaciones no indican la existencia de ningún tipo de enfermedad.
Otros factores de riesgo pueden ser el uso de fármacos anticolinérgicos durante largos periodos, en particular los etanolaminas, que son los sedantes sin prescripción más utilizados{[cita requerida], difenhidramina utilizado para alergias y dimenhidrinato utilizado para náuseas y mareo del viaje. Normalmente las personas que sufren el síndrome de fasciculación benigno sufren parestesia poco después de consumir este tipo de drogas y, unas horas después, aparecen los episodios de fasciculaciones.
Los estimulantes también pueden causar fasciculaciones directamente, incluyendo la cafeína (café, té, cola), pseudoefedrina y albuterol/salbutamol. Algunos medicamentos pueden contener sustancias que desencadenen fasciculaciones, por ello es siempre recomendable que consulte a su médico. Otra causa de fasciculaciones son la pérdida de magnesio que se produce durante episodios agudos de diarrea, la cual no es compensada adecuadamente mediante suplementos en la ingesta.

## Enfermedades relacionadas
- Síndrome de fasciculación benigno
- Esclerosis Lateral Amiotrófica
- Enfermedad de la motoneurona